# Przegląd Wschodnioeuropejski
Przegląd Wschodnioeuropejski – półrocznik naukowy ukazujący się od 2010 roku w Olsztynie. Pismo ma charakter interdyscyplinarny. Publikowane są w nim prace z zakresu historii, kultury, ekonomii, prawa, filozofii, literatury, filologii krajów Europy Wschodniej. 
Wydawcą jest Centrum Badań Europy Wschodniej Uniwersytetu Warmińsko-Mazurskiego. Redaktorem naczelnym pisma jest Aleksander Kiklewicz. Sekretarzem pisma jest Roman Jurkowski. W skład kolegium redakcyjnego wchodzą: Norbert Kasparek, Helena Pociechina, Dariusz Radziwiłłowicz, Marek Szczepaniak. 